# Man of colours
Man of colours is het zesde studioalbum van Icehouse.

## Inleiding
Het album werd onder leiding van muziekproducent David Lord opgenomen in Sydney (EMI Studios en Trash) en Bath (Crescent Studios). Het album droeg maar liefst vijf succesvolle singles met zich mee, althans in Australië. Het werd daar hun succesvolste album, stond elf weken nummer 1 in de Australische albumlijst en zou daar in het eerste jaar 700.000 keer over de toonbank gaan. Het kreeg dan ook in 1988 de ARIA-Award voor "Album van het jaar" en "Meest verkocht album". Ook de verkoopcijfers in de Verenigde Staten waren goed; het haalde een 43e plaats in de Billboard 200. In Nederland en België was de band zo goed als vergeten, totdat Crazy een bescheiden hitje werd. Het album stond in Nederland zeven weken in de Album Top 100 met een hoogste notering plaats 41.
De plaat was gestoken in een hoes ontworpen door bandleden Davies en Kretschmer en bestond uit een in zwarte lijnen weergegeven silhouet van een man met drie kleurige bloemen op een witte achtergrond. Australië liet een qua kleur omgekeerde versie zien: een wit silhouet tegenover een zwarte achtergrond.  

## Musici
- Iva Davies – zang, gitaar, toetsinstrumenten waaronder Fairlight CMI, althobo
- Robert Kretschmer – gitaar
- Andy Qunta – toetsinstrumenten
- Simon Lloyd – blaasinstrumenten
- Stephen Morgan – basgitaar
- Paul Wheeler – drumstel, percussie

Met
- Glen Tomney, Shena Power, Stuart Gordon – aanvullende percussie, gitaar, achtergrondzang, strijkinstrumenten
- John Oates - achtergrondzang op Electric blue (Oates van Hall & Oates)

## Muziek
| Nr. | Titel                                     | Duur |
| --- | ----------------------------------------- | ---- |
| 1.  | Crazy (Davies, Kretschmer, Qunta)         | 4:48 |
| 2.  | Electric blue (Davies, Oates)             | 4:38 |
| 3.  | My obsession (Davies, Kretschmer)         | 4:07 |
| 4.  | Man of colours (Davies)                   | 5:09 |
| 5.  | Heartbreak kid (Davies, Kretschmer)       | 5:18 |
| 6.  | The kingdom (Davies, Kretschmer)          | 4:51 |
| 7.  | Nothing too serious (Davies)              | 3:25 |
| 8.  | Girl in the moon (Davies, Kretschmer)     | 4:00 |
| 9.  | Anybody’s war (Davies, Kretschmer)        | 4:05 |
| 10. | Sunrise (Davies, Kretschmer)              | 5:44 |
| 11. | Crazy (12” mix) (Davies, Kretschmer)      | 7:22 |
| 12. | Crazy (midnight mix) (Davies, Kretschmer) | 4:49 |

Crazy, Electric blue, My obsession, Man of colours en Nothing too serious werden op single uitgebracht; voor het eerst in de Australische muziekgeschiedenis haalden vijf singles van één album de Australische hitparade.
Het album kende vanaf release verschillende heruitgaven; steeds aangevuld met bonustracks. Een specifieke serie uitgaven is eveneens terug te vinden in Australië; het album werd in een reeks vinylpersingen gestoken in drie verschillende platenhoezen terug te voeren op de kleuren van de bloemen op de originele hoes.